# Mike Watt

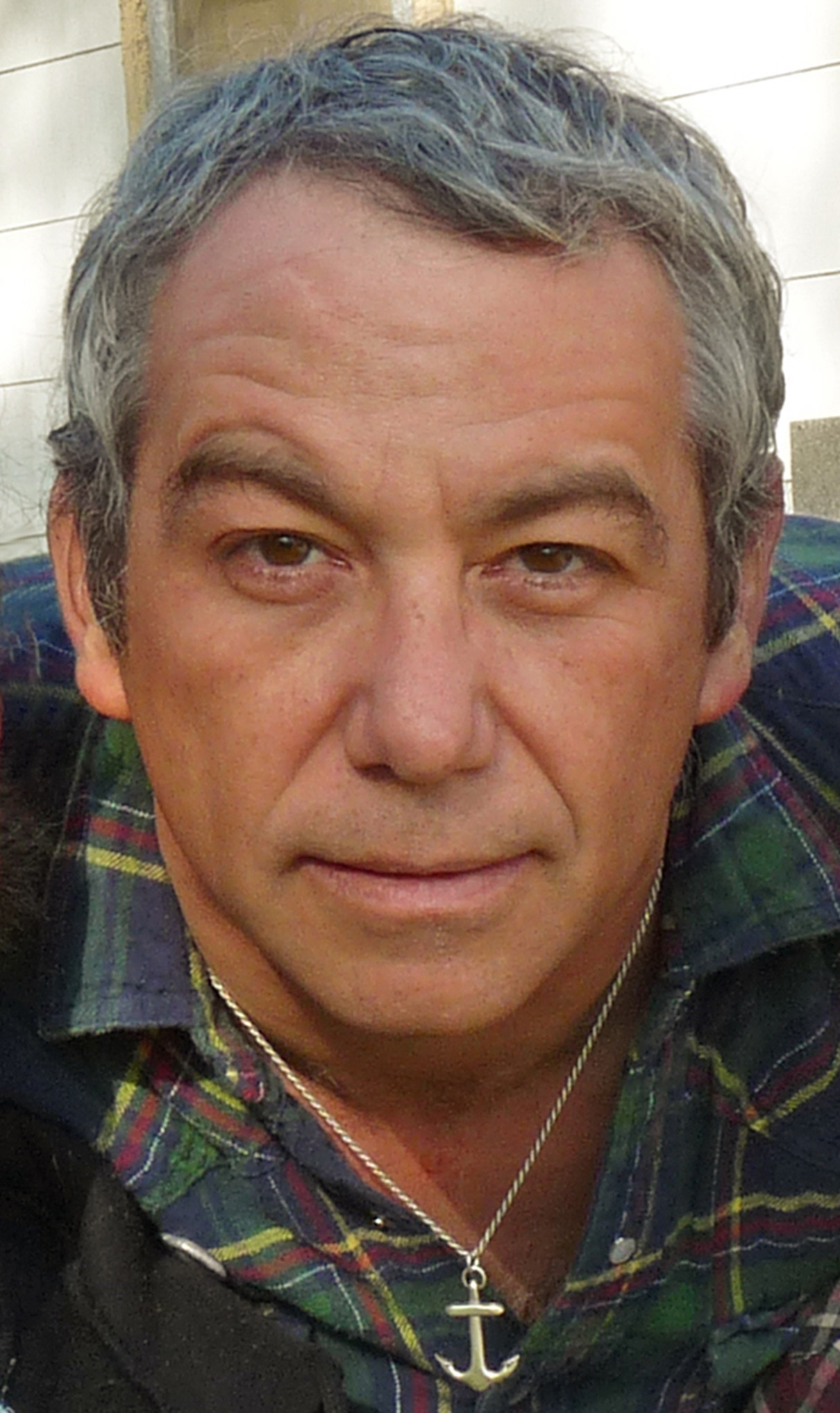
Mike Watt

Michael David Watt (n. 20 decembrie 1957 Portsmouth, Virginia) este un basist american, cântăreț și textier. 
Este cel mai cunoscut ca membru co-fondator al trupelor rock Minutemen, dos și fiREHOSE; din 2003 este și basistul formației The Stooges dar și membru al formației de art rock/jazz/punk/improvizație Banyan precum și al altor proiecte post-Minutemen.
CMJ New Music l-a numit pe Watt un "basist esențial al muzicii post-punk". În noiembrie 2008, Watt a primit premiul Bass Player Magazine pentru întreaga activitate, premiu prezentat de Flea. 

## Discografie
- Ball-Hog or Tugboat? (28 februarie 1995)
- Contemplating the Engine Room (1997)
- The Secondman's Middle Stand (24 august 2004)
- Hyphenated-man (6 octombrie 2010)